# Peter Šťastný

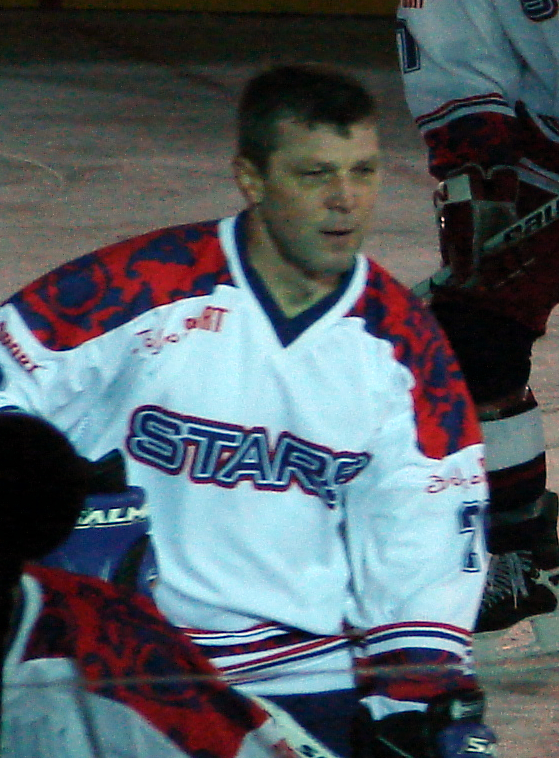
Peter Šťastný

Peter Šťastný (n. 18 septembrie 1956, Bratislava, Cehoslovacia) a fost un jucător profesionist de hockey care a jucat în NHL din 1980 până în 1995. În prezent el este un om politic slovac, membru al Parlamentului European în perioada 2004-2009 din partea Slovaciei.

## Legături externe
Materiale media legate de Peter Šťastný la Wikimedia Commons
- en Peter Šťastný la Olympedia.org